# Тварковский, Юрий Владимирович
Ю́рий Влади́мирович Тварковский (25 декабря 1921, Облучье, Еврейская автономная область — 7 декабря 1943, Черняховский район, Житомирская область) — командир батальона 205-го гвардейского стрелкового полка 70-й гвардейской стрелковой дивизии 13-й армии Центрального фронта, гвардии старший лейтенант. Герой Советского Союза.

## Биография
Родился 25 декабря 1921 года в семье железнодорожных служащих на станции Облучье ныне Еврейской автономной области. Русский.
В 1938 году окончил среднюю школу, поступил на учёбу в техническое училище на отделение паровозных машинистов.
В 1939 году семья переехала в Омск.
Кандидат в члены ВКП(б) с 1940 года.
В 1939 году призван в ряды Красной Армии. Осенью 1940 года он был направлен в Омское пехотное училище им. М. В. Фрунзе.
В боях Великой Отечественной войны с декабря 1941 года. Воевал на Западном, Центральном и 1-м Украинском фронтах. Был трижды ранен.
Старший лейтенант Ю.В. Тварковский отличился в боях 23-26 сентября 1943 года в районе станции Верхлиевка Чернобыльского района Киевской области. Его батальон углубился на 10 километров в оборону противника и устроил засаду, уничтожив гитлеровцев численностью до батальона. Затем форсировал Днепр южнее села Комарин Брагинского района Гомельской области и захватил плацдарм.
Указом Президиума Верховного Совета СССР от 16 октября 1943 года за мужество и отвагу, проявленные при форсировании Днепра, гвардии старшему лейтенанту Юрию Владимировичу Тварковскому присвоено звание Героя Советского Союза с вручением медали «Золотая Звезда».
Погиб 7 декабря 1943 года в бою у села Аннополь Житомирской области, где похоронен. Памятный знак Героям Советского Союза, погибшим на Житомирщине, установлен на Смолянском воинском кладбище в городе Житомире.

## Награды
Награждён орденами Ленина, Красного Знамени, Александра Невского, а также медалями.

## Память
- улица Юрия Тварковского в Советском районе города Омска (решение Омского городского совета № 207 от 5 мая 1965 года)[1]
- в Биробиджане в Сквере Победы рядом с Вечным огнем на одном из 23 пилонов увековечено имя Героя. Кроме этого, его имя присвоено одной из новых улиц, проложенных в развивающемся микрорайоне города.
- в Облучье (родном городе Ю. В. Тварковского) в его честь названа средняя общеобразовательная школа № 3, где он и учился.[3]